# Kelly Key Ao Vivo (álbum de vídeo)
Kelly Key - Ao Vivo é o primeiro DVD da carreira da cantora pop brasileira Kelly Key, lançado originalmente em 20 de janeiro de 2004 pela gravadora Warner Music. O DVD reúne a performance dos maiores sucessos da carreira da cantora, como Escondido, Anjo,  Cachorrinho, Só Quero Ficar e Baba, Adoleta, Chic, Chic, mesclado com  de sucessos de outros cantores, além de extras como videoclipes e entrevista com a cantora, vendendo ao todo 100 mil cópias.

## Produção e tema
Gravado em 27 de julho de 2003, o trabalho foi retirado do show que Kelly Key fez na mais famosa casa de shows brasileira, o Canecão. O DVD reúne a performance ao vivo dos maiores sucessos da carreira da cantora, como Escondido, Anjo,  Cachorrinho, Só Quero Ficar e Baba, Adoleta, Chic, Chic, trazendo um medley com versões de canções dos anos 60 com as canções Biquíni de Bolinha Amarelinha, Banho De Lua e Estúpido Cupido e ainda a regravação do sucesso Como Eu Quero, do Kid Abelha, banda que havia incluído dois anos antes em seu DVD ao vivo uma regravação de Baba.

## Faixas
| N.º | Título                                                                           | Compositor(es)                                                                 | Duração |  |
| 1.  | "Escondido"                                                                      | Kelly Key, Andinho                                                             | 3:08    |  |
| 2.  | "Adoleta"                                                                        | Gustavo Lins, Umberto Tavares, Victor Junior                                   | 3:34    |  |
| 3.  | "Quién Eres Tú?"                                                                 | Andinho                                                                        | 2:57    |  |
| 4.  | "Anjo"                                                                           | Kelly Key, Andinho                                                             | 3:07    |  |
| 5.  | "Por Causa de Você"                                                              | Andinho                                                                        | 4:04    |  |
| 6.  | "Como Eu Quero"                                                                  | Paula Toller                                                                   | 3:07    |  |
| 7.  | "Só Quero Ficar"                                                                 | Kelly Key                                                                      | 3:48    |  |
| 8.  | "A Loirinha, o Playboy e o Negão / Então Beija"                                  | Umberto Tavares, Andinho, Kelly Key                                            | 5:51    |  |
| 9.  | "Chic, Chic"                                                                     | Gustavo Lins, Umberto Tavares, Andinho                                         | 3:08    |  |
| 10. | "Baba"                                                                           | Kelly Key                                                                      | 3:44    |  |
| 11. | "Medley Anos 60: Biquíni de Bolinha Amarelinha / Banho De Lua / Estúpido Cupido" | Franco Migliacci, Bruno De Filippi, Neil Sedaka, Howard Greenfield, Fred Jorge | 3:08    |  |
| 12. | "Cachorrinho"                                                                    | Andinho                                                                        | 4:11    |  |
| 13. | "Bis: Adoleta"                                                                   | Gustavo Lins, Umberto Tavares, Victor Junior                                   | 3:34    |  |

| Bônus |                            |         |  |
| N.º   | Título                     | Duração |  |
| 1.    | "Baba (videoclipe)"        | 3:44    |  |
| 2.    | "Anjo (videoclipe)"        | 3:07    |  |
| 3.    | "Cachorrinho (videoclipe)" | 4:11    |  |
| 4.    | "Adoleta (videoclipe)"     | 3:34    |  |
| 5.    | "Chic, Chic (videoclipe)"  | 3:08    |  |
| 6.    | "Making Of do Show"        |         |  |
| 7.    | "Entrevista"               |         |  |
| 8.    | "Ensaiando Chic Chic"      |         |  |
| 9.    | "Bônus especial"           |         |  |

## Posições
| Paradas (2004)            | Posições |
| ------------------------- | -------- |
| Brasil - ABPD             | 1        |
| Brasil - Top 30 CDs Sales | 1        |

| País / Certificadora | Certificação | Vendas  |
| -------------------- | ------------ | ------- |
| Brasil ABPD          | Ouro         | 100.000 |

## Histórico de lançamento
| País            | Data                  | Formato | Gravadora    |
| --------------- | --------------------- | ------- | ------------ |
| Brasil          | 20 de janeiro de 2004 | CD      | Warner Music |
| Hispano-América | 2004                  | CD      | Warner Music |
| Portugal        | 7 de agosto de 2004   | CD      | Warner Music |